# 독일 춘계 공세
춘계 공세(春季攻勢, 독일어: Frühjahrsoffensive) 또는 루덴도르프 공세(Ludendorff Offensive)는 제1차 세계 대전 당시 서부 전선에서 이루어진 독일군의 일련의 공격작전이다. 독일은 미국의 압도적인 인적, 물적 자원이 연합군에게 지원되기 전에 서부전선을 정리해야만 전쟁에서 승리할 수 있다는 것을 알게 되었고, 따라서 이 춘계 공세는 1차대전 독일군의 사실상 최후 발악이라고 볼 수 있다. 공세는 1918년 3월 21일부터 개시되었으며, 소비에트 러시아가 항복(브레스트-리토프스크 조약)하자 독일군은 동부전선의 군대를 서부로 돌려 거의 50개 사단을 동원, 일시적으로 수적 우세를 점하기도 했다.
총 네 차례의 공세가 있었으며, 각각 암호명은 미카엘(Michael), 게오르게테(Georgette), 그나이제나우(Gneisenau), 블뤼허요르크(Blücher-Yorck)였다. 이 중 영국군을 솜강에서 영국 해협까지 몰아붙이기 위한 미카엘 공세가 주공이었다. 독일 수뇌부는 미카엘 공세가 성공하면 프랑스군과는 휴전을 타진할 가능성이 있다고 보았다. 다른 공세들은 연합군 병력을 솜강에서 분산시켜 미카엘 공세를 보조하기 위한 양동적 성격을 가지고 있었다.
공세가 시작되기 전에 명확한 공격 목표가 정해지지 못했으며, 작전이 일단 시작되자 공격 목표는 전장의 전술적 상황에 따라 계속 변했다. 연합군은 병력을 필수적인 지역(채널 항구로 향하는 교두보 및 아미앵의 철도역)에 집중시키고 전략적으로 무가치한 곳은 방기하거나 방어태세를 가벼이 했다.
독일의 보급 및 증원 속도는 일선의 진격 속도를 따라잡지 못했다. 쾌진격하던 돌격부대는 충분한 식량 및 탄약을 확보하지 못했고, 독일의 공세들은 모두 장기전을 견뎌내지 못하고 사그라들었다.
1918년 4월 말이 되자 독일이 전선을 돌파할 위험은 지나갔다. 독일 육군은 심각한 피해를 입었으며, 열화된 병력으로 점령지를 유지할 수 없었고 또 그 점령지의 가치조차 확신할 수 없었다. 1918년 8월, 신병 미군 1 ~ 2백만 명이 상륙하자 연합군은 반격을 개시했다(100일 공세). 그 결과 독일군은 춘계 공세로 획득한 점령지를 모두 상실하고 후퇴했으며, 힌덴부르크 선이 무너지고 독일 제국은 그해 11월 조건부 항복에 서명하게 된다.